# Пригожин, Павел Евгеньевич
Па́вел Евге́ньевич Приго́жин (род. 18 июня 1998, Санкт-Петербург) — российский бизнесмен, возглавляющий ЧВК «Вагнер» с 2023 года. Сын видного олигарха и лидера ЧВК Вагнер Евгения Пригожина, сменил своего отца на посту лидера ЧВК «Вагнер» через полтора месяца после того, как Евгений Пригожин погиб в авиакатастрофе.

## Ранняя жизнь
Павел Пригожин родился 18 июня 1998 года (по другим данным — в 1996 году) в семье бизнесмена Евгения Пригожина. Он средний ребёнок в семье, рос вместе с сёстрами Полиной и Вероникой.
Семья Пригожиных долгое время избегала огласки; подробностей личной жизни своих родственников Евгений Пригожин не раскрыл. Эпизоды из биографии Павла редко появлялись в СМИ, иногда о нём говорил отец.
По словам Евгения Пригожина, его сын служил по призыву, затем подписал контракт с компанией своего отца. Опубликовано несколько фотографий Павла в американской военной технике; его командировки включали территорию Сирии и Украины. В составе ЧВК «Вагнер» выполнял функции разведчика и оператора дрона, награждён медалью «Чёрный крест».

## Деловая карьера
Предпринимательская карьера Павла Пригожина началась в 2018 году, когда он стал основателем компании «Бета». Постепенно его бизнес расширялся, и с 2020 года он возглавил Лахта Плаза. Пригожин-младший имеет связи с художественной галереей «Цвета жизни», которую возглавляет Виолетта Пригожина, мать Евгения Пригожина.

## Руководство ЧВК «Вагнер»
23 августа 2023 года бизнес-джет разбился около села Куженкино в Тверской области. Среди десяти погибших были Евгений Пригожин, Дмитрий Уткин и Валерий Чекалов, ключевые фигуры ЧВК «Вагнер». После крушения структура руководства «Группы Вагнера» стала неясной.
1 октября 2023 года стало известно содержание завещания Евгения Пригожина, в котором он оставил всё имущество своему сыну Павлу. Павел Пригожин стал единственным наследником бизнеса своего отца.
По данным Института изучения войны, в начале октября Павел Пригожин принял командование ЧВК «Вагнер» и вёл переговоры с Национальной гвардией России о возвращении группы для боевых действий на Украине. ISW заявила, что предполагаемые события вокруг Павла Пригожина указывают на то, что «некоторые сотрудники Вагнера заинтересованы в объединении вокруг связанной с Пригожиным альтернативы Кремлю и поддерживаемого Министерством обороны РФ Андреем Трошевым, даже если эта альтернатива не является независимой организацией». Источник в ISW, связанный с «Группой Вагнера», добавил, что бойцам группы не придётся подписывать контракты с Министерством обороны России и что наёмническая группа сохранит свои название, символы, идеологию и командиров под руководством Павла Пригожина.

## Санкции
3 марта 2022 года Европейский союз ввёл персональные санкции против Павла Пригожина.

## Личная жизнь
Павел Пригожин женат на Екатерине Инкиной, дочери Сергея Инкина, ресторатора и владельца концертной площадки. Семья проживает в элитном посёлке Северного Версаля недалеко от Санкт-Петербурга.